# Municipio de Chrisp
El municipio de Chrisp (en inglés: Chrisp Township) es un municipio ubicado en el condado de White en el estado estadounidense de Arkansas. En el año 2010 tenía una población de 1107 habitantes y una densidad poblacional de 41,87 personas por km².

## Geografía
El municipio de Chrisp se encuentra ubicado en las coordenadas 35°7′5″N 91°52′30″O / 35.11806, -91.87500. Según la Oficina del Censo de los Estados Unidos, el municipio tiene una superficie total de 26.44 km², de la cual 26,41 km² corresponden a tierra firme y (0,1 %) 0,03 km² es agua.

## Demografía
Según el censo de 2010, había 1107 personas residiendo en el municipio de Chrisp. La densidad de población era de 41,87 hab./km². De los 1107 habitantes, el municipio de Chrisp estaba compuesto por el 97,11 % blancos, el 0,45 % eran afroamericanos, el 0,63 % eran amerindios, el 0,63 % eran asiáticos y el 1,17 % eran de una mezcla de razas. Del total de la población el 0,81 % eran hispanos o latinos de cualquier raza.